# Yoshida Akiyoshi
Akiyoshi Yoshida (sinh ngày 8 tháng 9 năm 1966) là một cầu thủ bóng đá người Nhật Bản.

## Sự nghiệp câu lạc bộ
Akiyoshi Yoshida đã từng chơi cho Nagoya Grampus Eight.

## Thống kê câu lạc bộ

### J.League
| Đội                  | Năm       | J.League | J.League | J.League Cup | J.League Cup | Tổng cộng | Tổng cộng |
| Đội                  | Năm       | Trận     | Bàn      | Trận         | Bàn          | Trận      | Bàn       |
| -------------------- | --------- | -------- | -------- | ------------ | ------------ | --------- | --------- |
| Nagoya Grampus Eight | 1992      | -        | -        | 0            | 0            | 0         | 0         |
| Nagoya Grampus Eight | 1993      | 5        | 0        | 0            | 0            | 5         | 0         |
| Nagoya Grampus Eight | 1994      | 0        | 0        | 0            | 0            | 0         | 0         |
| Tổng cộng            | Tổng cộng | 5        | 0        | 0            | 0            | 5         | 0         |